# Вакирхен
Вакирхен (нем. Waakirchen) — община в Германии, в земле Бавария. 
Подчиняется административному округу Верхняя Бавария. Входит в состав района Мисбах.  Население составляет 5535 человек (на 31 декабря 2010 года). Занимает площадь 42,31 км².
Коммуна подразделяется на 7 сельских округов.